# Антифашистское вече народного освобождения Югославии

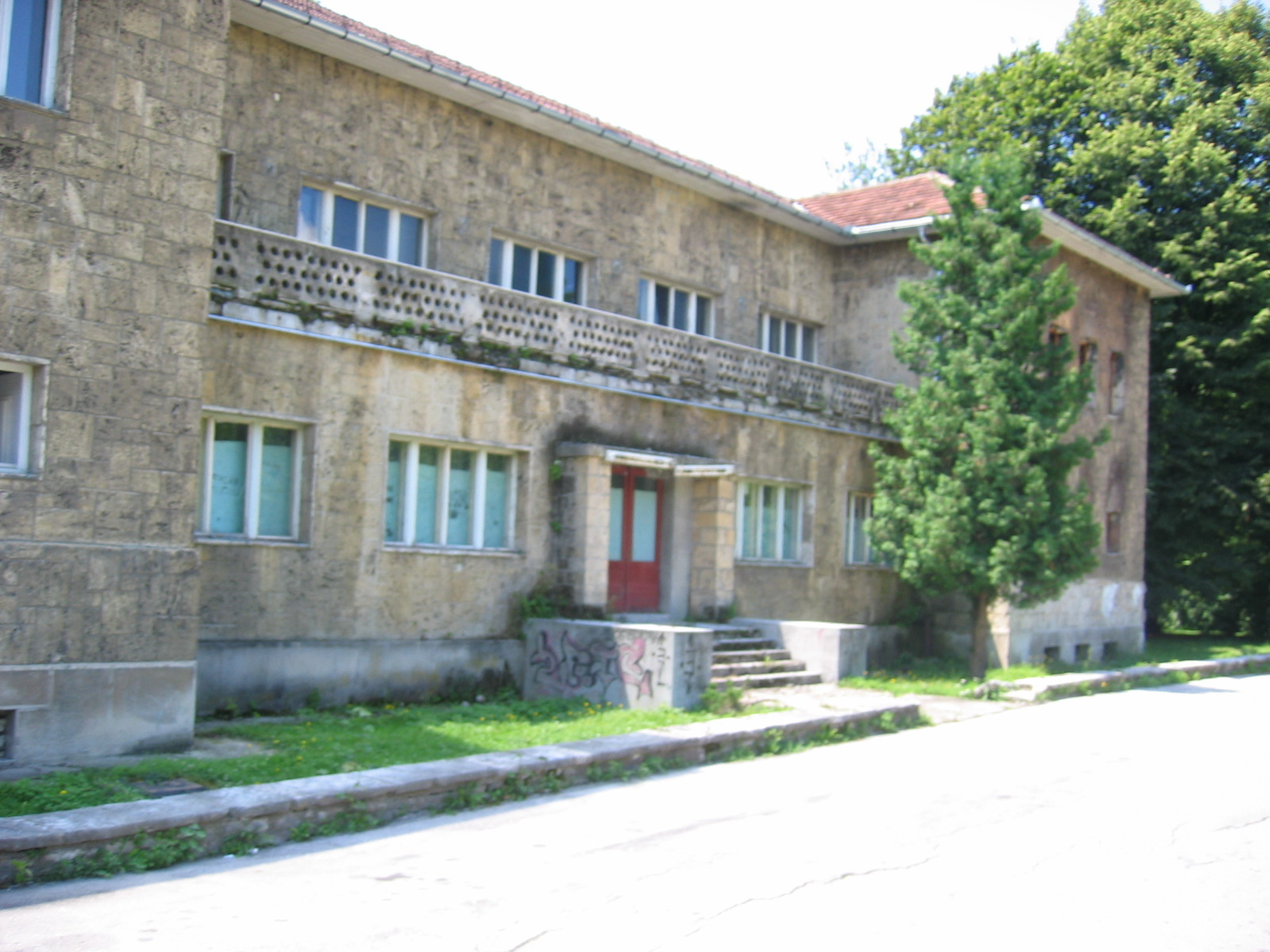
Здание, в котором состоялась II сессия АВНОЮ в городе Яйце

Антифашистское вече народного освобождения Югославии (АВНОЮ, серб. Антифашистичко вече народног ослобођења Југославије, хорв. Antifašistička vijeće za narodno oslobođenje Jugoslavije,
словен. Antifašistični svet narodne osvoboditve Jugoslavije, макед. Антифашистичко собрание за народно ослободување на Југославија, черног. Antifašistička veča za narodno oslobođenje Jugoslavije, босн. Antifašistička veche za narodno oslobođenje Jugoslavije) было созвано 26—27 ноября 1942 года в городе Бихаче как общенациональное и общеполитическое представительство коммунистического движения в оккупированной Югославии.

## Учредительное собрание АВНОЮ
26 ноября 1942 года в Бихаче состоялось Учредительное собрание АВНОЮ, созванное Верховным штабом НОАЮ. Состав вече был сформирован руководством КПЮ. В него вошли видные функционеры и активисты народно-освободительного движения, партизанские командиры и бойцы. Таким образом, по заключению Леонида Гибианского, АВНОЮ «заявило о себе как о представительстве народных масс всей Югославии». В резолюции I сессии АВНОЮ говорилось, что народ Югославии ведёт борьбу не только против фашистской оккупации, но и «против старого реакционного строя, который силой пытается сохранить эмигрантское югославское правительство». Под «силой», используемой эмигрантским правительством, как отмечает Гибианский, «имелись в виду четники Михаиловича, которые были охарактеризованы в документах I сессии АВНОЮ как предатели и преступники в отношении народов Югославии». Хотя новое правительство не было создано, однако был учреждён исполком АВНОЮ, представлявший собой «своего рода центральный административный орган» под председательством довоенного политического деятеля Ивана Рибара, тесно связанного с руководством КПЮ. «В итоге I сессия АВНОЮ стала фактически важной публичной политической демонстрацией противостояния народно-освободительного движения не только оккупантам, но и королевскому эмигрантскому правительству, не говоря уж о четниках».

## Вторая сессия АВНОЮ

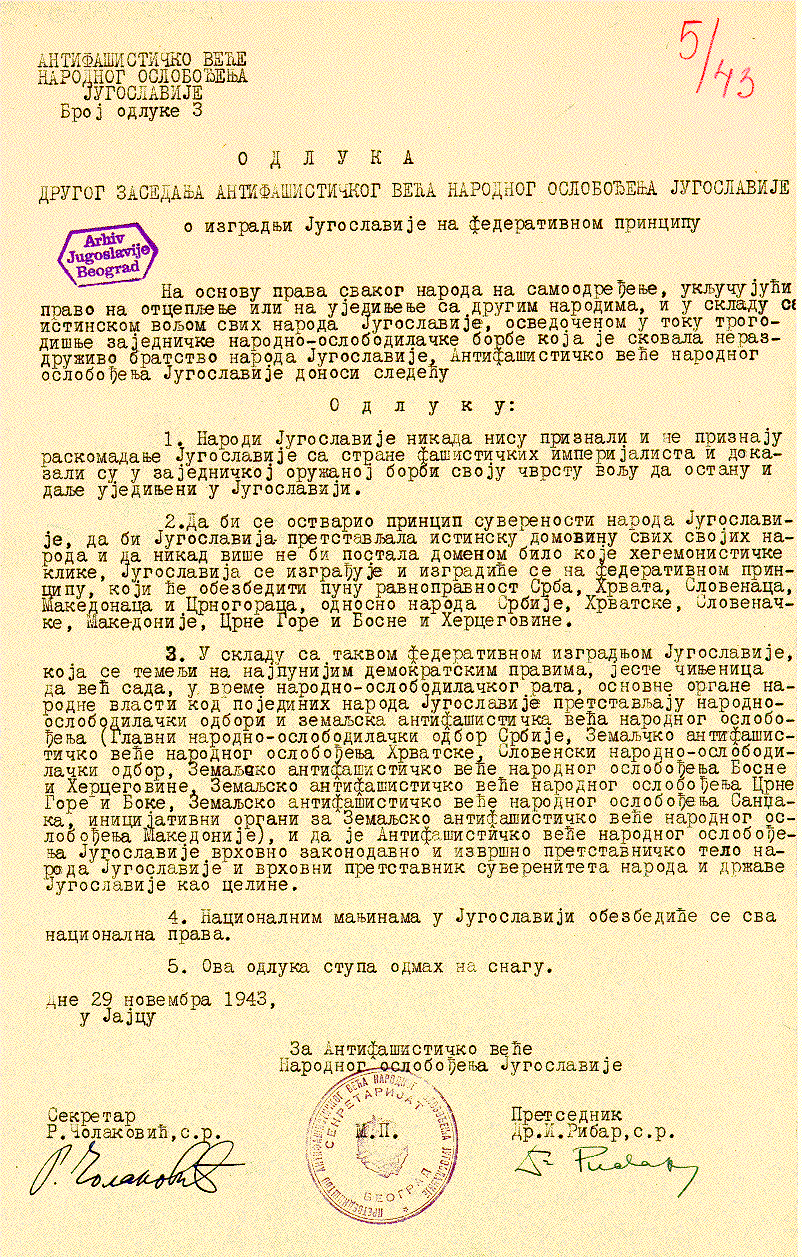
Постановление II сессии АВНОЮ о преобразовании Югославии в федерацию

На II сессии АВНОЮ 29 и 30 ноября 1943 года в городе Яйце был создан Национальный комитет освобождения Югославии с функциями временного правительства.  Был одобрен план создания конституции Югославии как федеративной и демократической страны, и признание национальных прав всех народов страны.

## Третья сессия АВНОЮ
Третья сессия АВНОЮ состоялась с 7 по 10 августа 1945 года в Белграде. 10 августа сессия создала Временную народную скупщину, завершившую свою работу 26 августа. Ею были приняты законы, позволившие назначить 1 сентября выборы в Учредительную скупщину, которые состоялись 11 ноября 1945 года. По итогам выборов список «Народного фронта» получил 96% - 97% голосов. Учредительная скупщина приняла 29 ноября 1945 года декларацию о ликвидации монархии и провозглашении Федеративной Народной Республики Югославия (ФНРЮ). 31 января 1946 года Учредительная скупщина утвердила конституцию ФНРЮ. Югославия была провозглашена федерацией шести равноправных республик.